# Дидинджин
Дидинджин (осет. Дидинджын), ранее Гвиргвина (груз. გვირგვინა) — село в Закавказье к юго-западу от Цхинвала. Согласно административно-территориальному делению Южной Осетии, фактически контролирующей село, расположено в Знаурском районе, согласно административно-территориальному делению Грузии — в Карельском муниципалитете.

## География
Расположено на юго-востоке Знаурского района, к востоку от села Зиулет.

## Население
По переписи населения 1989 года в селе жило 45 жителей (100 % — осетины).
Перепись населения 2015 года (проведённая властями Южной Осетии) зафиксировала в селе 35 жителей.

## Топографические карты
- Лист карты K-38-64 Цхинвали. Масштаб: 1 : 100 000. Состояние местности на 1987 год. Издание 1989 г.